# Elachiptera xizangensis
Elachiptera xizangensis är en tvåvingeart som beskrevs av Yang, C.-k. 1991. Elachiptera xizangensis ingår i släktet Elachiptera och familjen fritflugor. Inga underarter finns listade i Catalogue of Life.